# 印度语言

印度各地主要語言一覽

印度语言非常复杂，根据2001年的统计，全印度共有1396種可識別的“母語”(Mother Tongue)。該1396種母語經過語言學的分析，又可以組合成另外的“語言”（Languages）。全印度共有29种语言的使用人口超过一百万，有121种语言的使用人口超过一万人，这些语言主要分属于两大语系：印欧语系的印度-雅利安语支和达罗毗荼语系，此外还有部分语言属于汉藏语系的藏缅语族和南亞語系蒙達語族，以及其他一些孤立语言。
印度現時主要官方语言是印地语，第二官方语言为英语，印度宪法规定“联邦官方语言为使用天城体字母的印地语”，但没有任何法律规定正式全国通用语言。
印度憲法附表八列出了22種語言法定受保護語言，同時亦有另外六種官方認定的古典語言。

## 語系

印度各語系分佈
達羅毗荼語系
印度-雅利安語支
藏緬語族
南亞語系

### 印歐語系
印歐語系是印度最大的語系，當中由以印度-雅利安語族爲最大。印度境內共有該語系三個語支：
- 伊朗語族，包括達利語、普什圖語，使用人數2.1萬；
- 日耳曼語族，主要爲英語，印度英语母语使用人口接近26萬，佔人口0.02%，不包括作为第二、第三语言的人口数据；
- 印度-雅利安語族，使用人數9.45億，佔人口78.05%。該語支使用人口超過1000萬的有印地語、孟加拉語、烏爾都語、馬拉地語、旁遮普語、古吉拉特語、奧里亞語、邁蒂利語、信德語、阿薩姆語。

### 达罗毗荼语系
达罗毗荼语系是印度第二大語言組，擁有2.37億使用人口，佔印度人口19.64%。該語系主要分佈印度南部，以及中部和東部的部分。該語系的重要語言有卡纳达语、泰米爾語、泰盧固語以及马拉雅拉姆语，這四種語言同時亦是憲法附表八的表列語言。除了以上的主流語言，亦有一些部落使用达罗毗荼語言，例如岡德人和库鲁克人。只有兩種达罗毗荼語言完全分佈在印度之外：布拉灰語（巴基斯坦）和库鲁克語（尼泊爾）。

### 南亞語系
南亞語系在印度只有1340萬人左右使用，佔人口1.11%。南亞語系民族主要是通過移民活動遷入印度，有蒙達語族和卡西語支（屬卡西—克木語族）。尼科巴語亦被認爲與該語系十分接近。除了卡西語和桑塔利語，（後者爲唯一被列入憲法附表八的南亞語系語言）其他印度的南亞語系語言系皆處於瀕危狀態。

### 漢藏語系
漢藏語系主要分佈在喜瑪拉雅地區，包括拉達克、阿魯納恰爾邦（中印爭議領土，中方稱藏南地區）、喜馬偕爾邦、锡金邦、西孟加拉和阿薩姆邦的山地自治部落 以及印度的七姐妹邦。使用人口爲1220萬人，佔總人口1.01%。該語系只有曼尼普尔语和博多語是印度憲法附表八的表列語言。

### 亞非語系
印度主要的亞非語系語言是屬閃米特語族的阿拉伯語，在印度全國有接近5.5萬使用人口

### 壯侗語系
阿洪姆語曾是阿洪姆王國（今屬印度阿薩姆邦）的主要語言，但後來卻被阿薩姆語取代。至今認爲少部分壯侗民族零星分佈在阿薩姆邦及阿魯納恰爾邦。該支民族與泰國的泰族、老撾的老族、緬甸的撣語、中國的壯族和傣族爲同一民族。

### 安達曼語系
該語系語言主要分佈在安達曼群島，但多數已經滅絕或者瀕危。

## 歷史
达罗毗荼语系諸語是南亞次大陸的本土語言，通行於印度南部。原始达罗毗荼語最早在公元前4000年就已經在印度出現，直至公元前3000年開始分化成各種語言。
印度北部則流行印度-雅利安語言。印度-雅利安諸語來自原始印歐語的分支——原始印度-伊朗語。
印度歷史上有兩種重要的通用語：波斯語和英語。前者爲莫臥兒帝國的宮廷用語，影響印度的藝術、文學及歷史長達五個世紀，並且在詞彙上波斯化了大量印度半島語言。後者則是1837年英國殖民印度開始取代了波斯語，並延續使用至今。19世紀時期印度興起印地語運動，開始使用梵語詞取代原先語言中大量存在的波斯語藉詞。

## 官方语言

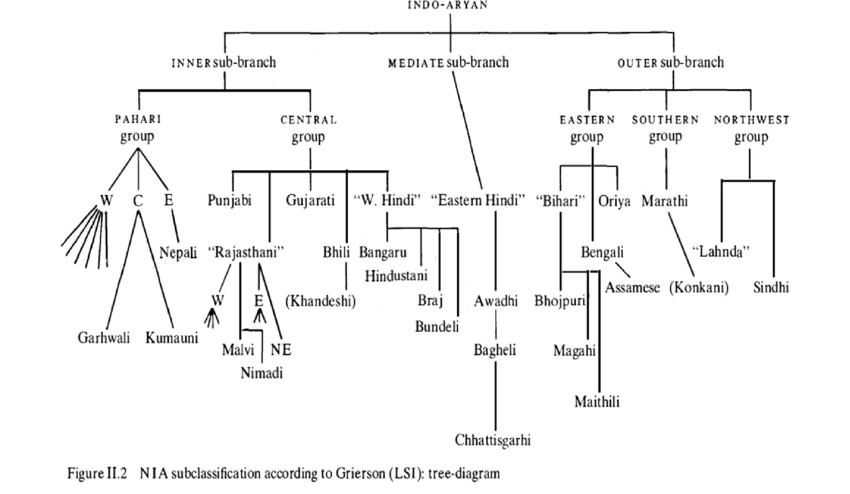
印度的印度雅利安語支分類表

### 聯邦層面
英屬印度時期，英語一直是印度的行政語言及高等教學用語。
1946年獨立前夕，印度國內開始討論未來國家的官方語言。來自北方印地語地區的政客希望印度憲法使用印地語，同時發佈非官方的英文譯本。但來自非印地語地區的政客則表示反對，稱印地語無法勝任作爲法律語言。
最終兩派達成妥協：天城體印地語成爲聯邦的官方語言，但同時，“在憲法生效後的15年間，英語繼續作爲聯邦的官方語言”。根據印度憲法第343 (1) 明文規定：“聯邦的官方語言爲天城體印地語。除非議會另作決定，否則英語在本憲法生效15年後，亦即1965年1月26日，將不再作爲官方語言。”
隨着該日逐漸臨近，印度的非印地語地區，例如喀拉拉邦、古吉拉特邦、泰米爾納德邦、旁遮普邦、馬哈拉施特拉邦、西孟加拉邦、卡納塔克邦、本地治理、安德拉邦開始擔心之後印地語會獨大。爲解決語言衝突，時任總理賈瓦哈拉爾·尼赫魯通過了《1963官方語言法案》，規定英語仍可在1965年後繼續作爲國家的官方語言。但該法案中的英文表述“may still be used with Hindi for official purposes” 卻引起爭議。尼赫魯認爲，英文表述中的“may”應理解爲“可以”，但反對派卻持不同意見。
隨後1964年新總理拉爾·巴哈杜爾·夏斯特里上任，並且準備好待1965年到來後獨尊印地語。夏斯特里的語言態度激發了泰米爾納德邦的暴動，來自印度南方的政客及部長辭職抗議，最終夏斯特里在語言問題上向南方妥協。
最後結果是，1967年通過了針對《1963官方語言法案》的修正案，規定，除非各非印地語邦通過另外的法令，並且該法令爲印度議會所通過，否則英語將一直作爲印度的官方語言之一。
印度憲法並無賦予任何一種語言國語地位。

#### 印地語

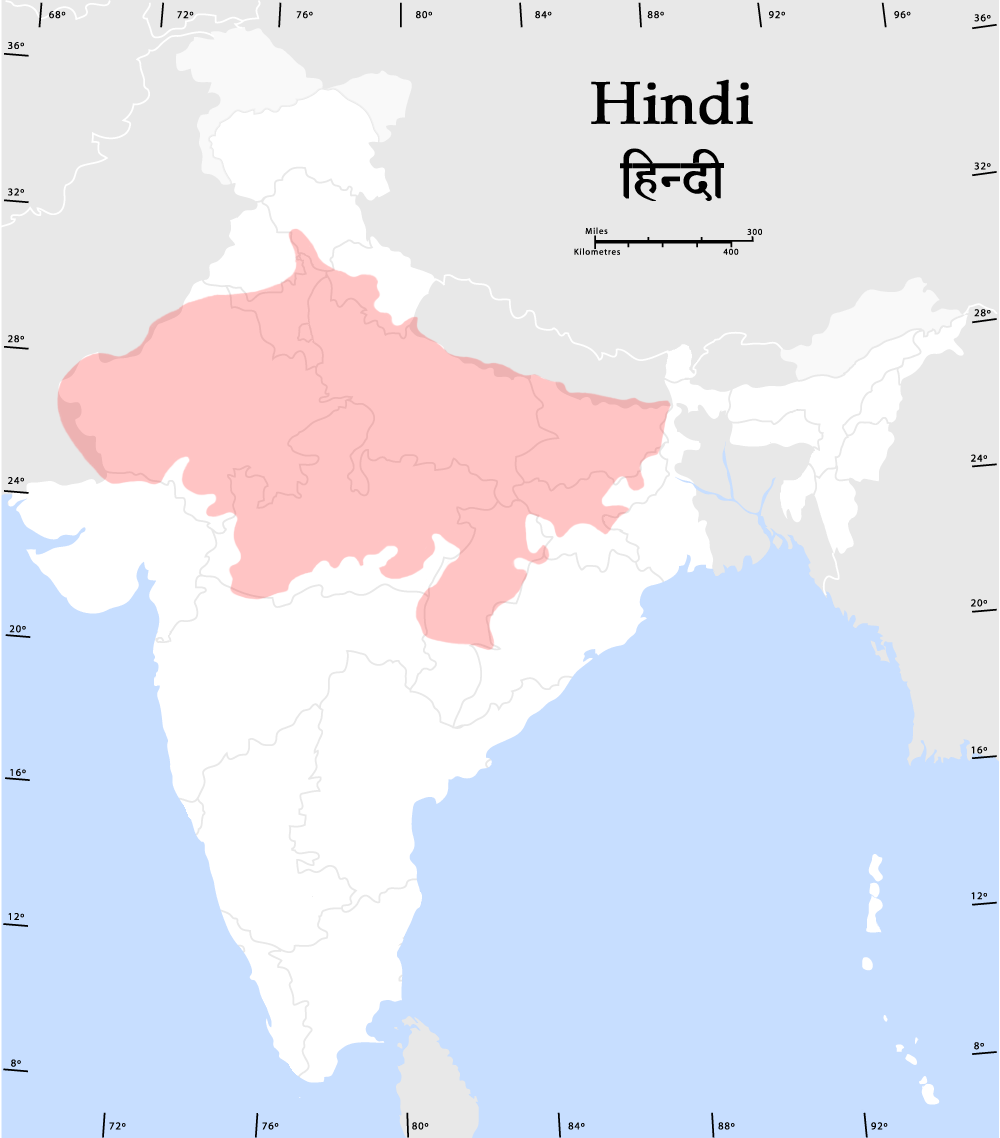
印地語中心帶，包含拉賈斯坦語及博杰普爾語等語

天城體印地語是印度最重要的本土語言，根據2011年的人口普查，全國有超過 5.2 億人以印地語爲母語。該數據不僅僅是包含了印度斯坦語，更包含了其他在印地語中心帶內，被視爲是印度斯坦語（即印地語）方言的其他語言。印地語的母語人口主要分佈在安達曼-尼科巴群島、比哈爾邦、恰蒂斯加爾邦、德里國家首都轄區、喜馬偕爾邦、賈坎德邦、中央邦、拉賈斯坦邦、北方邦和北阿坎德邦。
印地語在印度內是重要的流行文化語言，並且是廣泛作爲學校的第一教學語言，及多數邦的第二語言。

#### 英語
由於殖民原因，英語在印度獨立之後依然作爲該國政府、商業及教育領域的強勢語言。印度憲法亦規定英語及印地语是國家議會的工作語言。雖然印度政府一直在扶持印地語，並且印地語亦是印度一大部分地方的通用語，但是印度南部與北部的民族與文化、歷史相當不同，一直反抗印地語的推廣，英語因此成爲印度全國實際上的通用語， 甚至是“國語”。

#### 官方語言的熟練使用程度
| 邦或聯邦屬地              | 印地語 | 英語   |
| ------------------------- | ------ | ------ |
| 印度全國                  | 57.11% | 10.62% |
| 安達曼和尼科巴群島        | 79.87% | 21.94% |
| 安德拉邦 (包括泰倫加納邦) | 12.59% | 13.06% |
| 阿魯納恰爾邦              | 62.76% | 23.08% |
| 阿薩姆邦                  | 25.24% | 8.05%  |
| 比哈爾邦                  | 89.37% | 2.72%  |
| 昌迪加爾                  | 94.05% | 41.62% |
| 恰蒂斯加爾邦              | 93.64% | 2.29%  |
| 達德拉-納加爾哈維利       | 57.50% | 10.34% |
| 達曼-第烏                 | 76.19% | 15.38% |
| 德里                      | 96.75% | 31.72% |
| 果阿邦                    | 53.34% | 41.80% |
| 古加拉特邦                | 43.63% | 12.44% |
| 哈里亞納邦                | 95.34% | 15.59% |
| 喜馬偕爾邦                | 96.57% | 10.64% |
| 查謨和克什米爾邦          | 38.00% | 15.98% |
| 賈坎德邦                  | 85.43% | 5.15%  |
| 卡納塔克邦                | 12.27% | 11.83% |
| 喀拉拉邦                  | 9.12%  | 20.15% |
| 拉克沙群島                | 17.87% | 19.30% |
| 中央邦                    | 95.74% | 5.44%  |
| 馬哈拉施特拉邦            | 52.09% | 14.32% |
| 曼尼普爾邦                | 18.44% | 31.62% |
| 梅加拉亞邦                | 13.95% | 15.61% |
| 米佐拉姆邦                | 7.01%  | 15.50% |
| 那加蘭邦                  | 15.89% | 32.57% |
| 奧里薩邦                  | 18.76% | 17.23% |
| 本地治里                  | 3.87%  | 28.10% |
| 旁遮普邦                  | 51.04% | 30.05% |
| 拉賈斯坦邦                | 95.04% | 4.55%  |
| 錫金邦                    | 47.96% | 27.69% |
| 泰米爾納德邦              | 2.11%  | 18.49% |
| 特里普拉邦                | 9.95%  | 7.53%  |
| 北方邦                    | 97.40% | 6.42%  |
| 北阿坎德邦                | 97.19% | 8.36%  |
| 西孟加拉邦                | 13.83% | 6.70%  |

### 使用情況

#### 行政
印度中央政府在行政事務上只使用英語和印地語。但印度憲法規定，公民有權使用任何一種印度境內的語言（不論其官方語言地位）上書冤情。對於各邦及聯邦屬地的官方語言，則由地方政府定奪，但若邦內的其他重要族群亦想自己族群的語言在邦內官方化，則有權上書印度總理，後者在考量後有權要求地方政府補充官方語言。
另外，不論官方地位如何，各邦政府皆有義務爲所有少數族群提供母語基礎教育。

#### 議會
印度議會的發言語言需要爲英語或印地語，但對於兩種官方語言都無法使用的議員，若經議會長同意，亦有權使用其母語在議會中發言。
印度憲法規定，除非議會另作決定，否則議會通過的所有法律必須使用英語。目前印度議會亦尚未另作決定，只是規定所有法律需同時翻譯爲印地語，但依然以英文版本爲準。

#### 法院
印度最高法院規定聯邦最高法院及各地方最高法院必須使用英語。 但四個屬邦——比哈尔邦、中央邦、拉贾斯坦邦、北方邦——有權在其最高法院中使用印地語。泰米尔纳德邦亦曾要求被賦予在其轄區法院使用泰米爾語的權力，但被印度最高法院拒絕。2006年，印度政府稱不會再反對泰米尔纳德邦的請求，2010年開始，泰米尔纳德邦允許使用泰米爾語作爲法庭抗辯語言。

#### 聯邦及各邦屬的通信
聯邦政府與各邦屬之間的通信用語分爲三種情況：
1. A區域的邦屬政府及公民，即本身地方官方語言就爲印地語（或之一），與聯邦政府使用印地語通信[36]；
2. B區域的邦屬政府，即本身地方官方語言並非印地語，但卻依然使用印地語與聯邦政府通信，該類邦屬有馬哈拉施特拉邦及旁遮普邦[37]；而聯邦政府與B區域邦屬公民的通信語言則爲英語及印地語；
3. C區域的邦屬政府與公民，即本身地方官方語言並非印地語，與聯邦政府的通信語言爲英語[38]。

#### 推廣
印度政府在泰米尔纳德邦首府金奈設立了南印度印地語普及協會，負責印南各邦的印地語推廣事宜。2016年，印度政府宣佈將採取措施在印度南部及東北部推廣印地語。

### 印度憲法附表八的表列語言

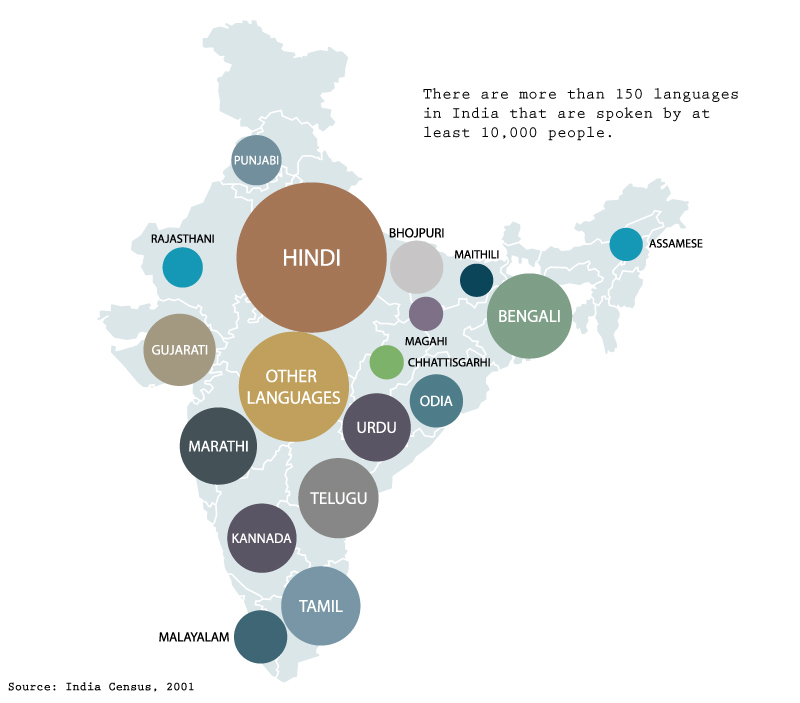
印度各地語言，圓圈的大小對應該語言的使用人口

印度憲法附表八最初列明了14種印度政府有責任發展的語言。1967年，印度議會通過憲法第二十一修正案，信德語被列入附表八。1992年的憲法第七十二修正案納入孔卡尼语、曼尼普爾語及尼泊爾語，表列語言的數量增至18種。2007年12月1日之後，憲法附表八已列有22種語言。 該附表上的語言皆受印度聯邦政府承認及扶助，並且可作爲行政通信用語及教育用語。公務員考試中，所有參考人員皆有權使用該附表上之一的語言作答。除了信德语，附表八上的語言都在不同的地方政府享有官方語言地位。不過，各邦所設立的地方官方語言，並不一定必須爲該附表上的語言，例如分別作爲特里普拉邦和米佐拉姆邦官方語言的博羅克語和米佐語就並非表列語言。
以下列表爲該22門語言及其對應的邦屬，當中“邦屬”一列所展示的，是該語使用人口超過/接近10%，或以該語爲官方語言的邦屬（粗體表示），括號中的百分比爲該邦屬使用該語言的人口比例。
注意：該數據全部來自印度2011年人口普查（页面存档备份，存于），但
- 由於泰伦加纳邦於2014年才從安德拉邦獨立，故統計邦屬不單獨列出泰伦加纳邦；
- 達曼-第烏及達德拉-納加爾哈維利於2019年合併，故統計依舊分列兩地；
- 查謨和克什米爾邦2019年起分拆查謨和克什米爾和拉達克，故統計邦屬不單獨列出拉達克。

| 语言         | 语系         | 英語及自身稱呼     | 母語人数 ()      | 佔印度人口比例 | 邦屬 |
| ------------ | ------------ | ------------------ | ---------------- | -------------- | --- |
| 阿萨姆语     | 印欧语系     | Assamese অসমীয়া      | 1531萬           | 1.26%          | 阿萨姆邦 (48.38%) |
| 孟加拉语     | 印欧语系     | Bengali বাংলা         | 9723萬           | 8.03%          | 西孟加拉邦 (86.22%)、特里普拉邦 (65.73%)、阿萨姆邦 (28.92%)、安达曼-尼科巴群岛 (28.49%)、米佐拉姆邦 (9.83%)、贾坎德邦 (9.74%) |
| 博多语       | 汉藏语系     | Bodo बर'/बड़        | 148萬            | 0.12%          | 阿萨姆邦 (4.54%) |
| 多格拉语     | 印欧语系     | Dogri डोगरी          | 259萬            | 0.21%          | 查谟-克什米尔邦 (20.04%) |
| 古吉拉特语   | 印欧语系     | Gujarati ગુજરાતી      | 5542萬           | 4.58%          | 古吉拉特邦 (84.40%)、达曼-第乌 (50.83%)、达德拉-纳加尔哈维利 (21.48%) |
| 印地语       | 印欧语系     | Hindi हिंदी           | 52834萬 (5.28億) | 43.63%         | 北方邦 (94.08%)、拉贾斯坦邦 (89.38%)、北阿坎德邦 (89.15%)、喜马偕尔邦 (85.88%)、中央邦 (88.57%)、哈里亞納邦 (88.05%)、德里国家首都辖区 (84.92%)、恰蒂斯加尔邦 (83.65%)、比哈尔邦 (77.52%)、昌迪加爾 (73.6%)、贾坎德邦 (61.95%)、達曼-第烏 (36.31%)、達德拉-納加爾哈維利 (26.12%)、查谟-克什米尔邦 (20.83%)、安达曼-尼科巴群岛 (19.29%)、馬哈拉施特拉邦 (12.89%)、果阿邦 (10.29%)、旁遮普邦 (9.35%)、古加拉特邦 (7.06%)、西孟加拉邦 (6.96%)、米佐拉姆邦 (0.97%) |
| 卡纳达语     | 达罗毗荼语系 | Kannada ಕನ್ನಡ       | 4370萬           | 3.61%          | 卡纳塔克邦 (66.54%) |
| 克什米尔语   | 印欧语系     | Kashmiri كٲشُر /कॉशुर | 679萬            | 0.56%          | 查谟-克什米尔邦 (53.27%) |
| 孔卡尼语     | 印欧语系     | Konkani कोंकणी        | 225萬            | 0.19%          | 果阿邦 (66.11%) |
| 迈蒂利语     | 印欧语系     | Maithili मैथिली মৈথিলী   | 1358萬           | 1.12%          | 比哈尔邦 (12.55%)、賈坎德邦 (0.42%) |
| 马拉雅拉姆语 | 达罗毗荼语系 | Malayalam മലയാളം     | 3483萬           | 2.88%          | 喀拉拉邦 (97.03%)、拉克沙群岛 (84.17%) |
| 曼尼普尔语   | 汉藏语系     | Meitei             | 176萬            | 0.19%          | 曼尼普尔邦 (53.03%) |
| 马拉地语     | 印欧语系     | Marathi मराठी        | 8302萬           | 6.86%          | 马哈拉施特拉邦 (68.93%)、果阿邦 (10.89%) |
| 尼泊尔语     | 印欧语系     | Nepali नेपाली         | 292萬            | 0.24%          | 锡金 (62.60%)、西孟加拉邦 (1.27%) |
| 奥里亚语     | 印欧语系     | Odia ଓଡ଼ିଆ           | 3752萬           | 3.1%           | 奥里萨邦 (82.07%)、賈坎德邦 (1.61%) |
| 旁遮普语     | 印欧语系     | Punjabi ਪੰਜਾਬੀ پن٘جابی | 3312萬           | 2.74%          | 旁遮普邦 (89.82%)、昌迪加爾 (22.03%)、哈里亚纳邦 (9.47%)、喜马偕尔邦 (8.96%)、德里国家首都辖区 (5.20%)、西孟加拉邦 (0.07%) |
| 梵语         | 印欧语系     | Sanskrit संस्कृतम्     | 2.4萬            | N              | 北阿坎德邦 (小於0.01%) |
| 桑塔利语     | 南亚语系     | Santali ᱥᱟᱱᱛᱟᱲᱤ    | 736萬            | 0.61%          | 贾坎德邦 (9.91%)、西孟加拉邦 (2.66%) |
| 信德语       | 印欧语系     | Sindhi سنڌي‎ सिन्धी    | 277萬            | 0.23%          | 古吉拉特邦 (1.96%) |
| 泰米尔语     | 达罗毗荼语系 | Tamil தமிழ்          | 6902萬           | 5.7%           | 泰米尔纳德邦 (88.37%)、本地治里 (88.22%)、安达曼-尼科巴群岛 (15.2%) |
| 泰卢固语     | 达罗毗荼语系 | Telugu తెలుగు         | 8112萬           | 6.7%           | 安得拉邦 (83.55%，包括泰伦加纳邦)、安达曼-尼科巴群岛 (13.24%)、本地治里 (5.96%) |
| 乌尔都语     | 印欧语系     | Urdu اُردُو          | 5077萬           | 4.19%          | 卡納塔克邦 (10.83%)、比哈尔邦 (8.42%)、賈坎德邦 (5.96%)、北方邦 (5.42%)、德里国家首都辖区 (5.17%)、西孟加拉邦 (1.85%)、查谟-克什米尔邦 (0.16%) |

### 非附錄語言的地方官方語言
在兩種聯邦官方語言及22種憲法附表八的表列語言之外，部分語言在一些邦屬亦擁有地方官方語言地位：
| 語言              | 語系         | 使用人數 | 有官方地位邦屬                                    |
| ----------------- | ------------ | -------- | ------------------------------------------------- |
| 夏尔巴语          | 漢藏語系     | 1.6萬    | 錫金邦 (2.6%)                                     |
| 锡金语            | 漢藏語系     | 4.1萬    | 錫金邦 (7.3%)                                     |
| 达芒语            | 漢藏語系     | 2.0萬    | 錫金邦 (1.9%)                                     |
| 古隆语            | 漢藏語系     | 小於1萬  | 錫金邦                                            |
| 苏努瓦尔语        | 漢藏語系     | 小於1萬  | 錫金邦                                            |
| 绒巴语            | 漢藏語系     | 4.7萬    | 錫金邦 (6.3%)                                     |
| 林布语            | 漢藏語系     | 4.1萬    | 錫金邦 (6.3%)                                     |
| 马嘉尔语          | 漢藏語系     | 小於1萬  | 錫金邦                                            |
| 尼瓦尔语          | 漢藏語系     | 小於1萬  | 錫金邦                                            |
| 拉伊语            | 漢藏語系     | 1.5萬    | 錫金邦 (1.2%)                                     |
| 加罗语            | 漢藏語系     | 114.5萬  | 梅加拉亚邦 (31%)                                  |
| 卡西语            | 南亞語系     | 143.1萬  | 梅加拉亞邦 (46%)                                  |
| 特里普里语        | 漢藏語系     | 101.1萬  | 特里普拉邦 (26%)                                  |
| 米佐语            | 漢藏語系     | 83.1萬   | 米佐拉姆邦 (73%)                                  |
| 朗普里语/卡玛塔语 | 印歐語系     | 47.5萬   | 西孟加拉邦 (全國人口統計時被歸爲印地語)           |
| 库玛里语          | 印歐語系     | 31萬     | 賈坎德邦、西孟加拉邦 (全國人口統計時被歸爲印地語) |
| 昂加语            | 印歐語系     | 74.5萬   | 賈坎德邦                                          |
| 博杰普尔语        | 印歐語系     | 5057萬   | 賈坎德邦 (全國人口統計時被歸爲印地語)             |
| 霍语              | 南亞語系     | 142萬    | 賈坎德邦 (3%)                                     |
| 卡里亚语          | 南亞語系     | 30萬     | 賈坎德邦 (0.42%)                                  |
| 呼罗陀语          | 印歐語系     | 803萬    | 賈坎德邦 (全國人口統計時被歸爲印地語)             |
| 库鲁克语          | 達羅毗荼語系 | 198萬    | 賈坎德邦 (2.8%)                                   |
| 摩揭陀語          | 印歐語系     | 1270萬   | 賈坎德邦 (全國人口統計時被歸爲印地語)             |
| 蒙达里语          | 南亞語系     | 112萬    | 賈坎德邦 (2.7%)                                   |
| 萨德里语          | 印歐語系     | 434萬    | 賈坎德邦 (全國人口統計時被歸爲印地語)             |
| 恰蒂斯加尔语      | 印歐語系     | 1624萬   | 恰蒂斯加爾邦 (全國人口統計時被歸爲印地語)         |

### 各邦屬官方語言列表
印度各邦屬皆有權指定自己轄地的官方語言，一般爲當地多數人的母語，或在當地有重要政治作用的語言。印度各邦屬甚至有權指定自己邦的語言爲唯一官方語言，例如，卡纳塔克邦和和古吉拉特邦就分別指定卡纳塔克語和古吉拉特語爲自己邦的唯一官方語言。泰倫加納邦考慮到己邦大量的穆斯林人口，就將泰盧固語及烏爾都語同時列爲官方語言。但亦有一些邦屬的官方語言並非當地大部分人的母語，例如查谟-克什米尔就以烏爾都語爲官方語言之一，儘管該語在當地的使用人口不超過1%，梅加拉亞邦亦類似地，將英語列爲官方語言。以下列表爲印度各邦屬的官方語言。
| No. | 邦             | 官方語言                       | 補充官方語言 |
| --- | -------------- | ------------------------------ | --- |
| 1.  | 安德拉邦       | 泰盧固語                       | 英語 |
| 2.  | 阿魯納恰爾邦   | 英語                           | |
| 3.  | 阿薩姆邦       | 阿薩姆語                       | 孟加拉語、博多語 |
| 4.  | 比哈爾邦       | 印地語                         | 烏爾都語 |
| 5.  | 恰蒂斯加爾邦   | 印地語                         | 恰蒂斯加爾語 |
| 6.  | 果阿邦         | 孔卡尼语、英語                 | 馬拉地語 |
| 7.  | 古加拉特邦     | 古吉拉特語                     | 印地語 |
| 8.  | 哈里亞納邦     | 印地語                         | 英語、旁遮普語 |
| 9.  | 喜馬偕爾邦     | 印地語                         | 梵語 |
| 10. | 賈坎德邦       | 印地語                         | 昂加語、孟加拉语、博杰普爾語、霍語、卡利亞語、庫馬利語、呼罗陀语、库鲁克语、摩揭陀語、迈蒂利语、蒙达里语、 萨德里语、奥里亚语、桑塔利语、烏爾都語 |
| 11. | 卡納塔克邦     | 卡納達語                       | 英語 |
| 12. | 喀拉拉邦       | 馬拉雅拉姆語                   | 英語 |
| 13. | 中央邦         | 印地语                         | |
| 14. | 馬哈拉施特拉邦 | 馬拉地語                       | |
| 15. | 曼尼普爾邦     | 曼尼普爾語                     | 英語 |
| 16. | 梅加拉亞邦     | 英語                           | 卡西語、加羅語 |
| 17. | 米佐拉姆邦     | 米佐语                         | 英語、印地语 |
| 18. | 那加蘭邦       | 英語                           | |
| 19. | 奧里薩邦       | 奥里亚语                       | |
| 20. | 旁遮普邦       | 旁遮普語                       | |
| 21. | 拉賈斯坦邦     | 印地語                         | |
| 22. | 錫金邦         | 英语、尼泊爾語、锡金语、绒巴语 | 古隆语、林布語、马嘉尔语、苏努瓦尔语、尼瓦爾語、夏尔巴语、达芒语                                                                                  |
| 23. | 泰米爾納德邦   | 泰米爾語                       | 英語 |
| 24. | 特倫甘納邦     | 泰盧固語                       | 烏爾都語 |
| 25. | 特里普拉邦     | 孟加拉语、英語、特里普里語     | |
| 26. | 北方邦         | 印地語                         | 烏爾都語 |
| 27. | 北阿坎德邦     | 印地語                         | 梵語 |
| 28. | 西孟加拉邦     | 孟加拉语、英語                 | 尼泊爾語、烏爾都語、印地語、桑塔利语、旁遮普語、卡玛塔语、库马利语、库鲁克语                                                                      |

| No. | 聯邦屬地                       | 官方語言                                     | 補充官方語言           |
| --- | ------------------------------ | -------------------------------------------- | ---------------------- |
| 1.  | 安達曼和尼科巴群島             | 印地語、英語                                 | 孟加拉语               |
| 2.  | 昌迪加爾                       | 英語                                         |                        |
| 3.  | 達德拉-納加爾哈維利和達曼-第烏 | 古吉拉特語、馬拉地語、印地語、英語           |                        |
| 4.  | 德里                           | 印地語、英語                                 | 烏爾都語、旁遮普語     |
| 5.  | 拉克沙群島                     | 馬拉雅拉姆語                                 | 英語                   |
| 6.  | 查谟和克什米尔                 | 英语、印地语、多格拉语、克什米爾語、烏爾都語 |                        |
| 7.  | 拉達克                         | 印地語、英語                                 |                        |
| 8.  | 本地治里                       | 泰米爾語、英語、法語                         | 馬拉雅拉姆語、泰盧固語 |

## 官方认定的古典語言
2004年，印度政府宣布符合一定条件的语言，可以确定为“古典語言”，2004年确定泰米尔语为古典語言，2005年确定梵语为古典語言，2008年确定泰卢固语和埃纳德语为古典語言，2013年确定马拉雅拉姆语为古典語言，2014年确定奥里亚语为古典語言 。
2005年，梵文被宪法第351条确定为官方语言印地语的原始语言，后来经由文化部的语言专家委员会推荐也被定为古典語言。

 
2006年，文化和旅游部长，在媒体上说明确定古典語言的标准为： 
|  | 具有1500-2000年的古代文本，被世代使用者认为是有价值的遗产；有原始的文学传统并不是从其他语言借鉴的；经典的语言和文本与现代有区别，与后来的形式及其分支语言不连续。 |

被定義爲古典語言的印度語言可享有國家以下扶助：
1. 每年頒發兩個主要國際性獎項予該領域傑出的學者；
2. 成立經典語言研究中心；
3. 大學撥款委員會需爲該領域傑出學者設立專家座席[52]。

## 重要地区语言
在印度被英国统治时期，行政单位只能使用英语，1947年印度独立后选择一个本土官方语言非常困难，虽然印地语被定为中央政府官方语言，但印度实际以印地语作为母语的人不超过40%，使用其他语言的人，尤其是南方各邦，学习印地语非常困难，所以各邦都确定自己的官方语言。但由于高等教育需要使用统一的语言，造成学生学习的困难，现在各邦正在实行一种渐进的语言教学法。
从2007年开始，印度最著名的15所大学统一入学考试，已经改变了方式，试卷虽然仍然只使用两种语言（印地语和英语）出题，但学生答题允许使用下列语言之一：英语、阿萨姆语、孟加拉语、古吉拉特语、印地语、马拉雅拉姆语、马拉地语、奥里亚语、旁遮普语、信德语、泰米尔语、泰卢固语和乌尔都语。

### 孟加拉語

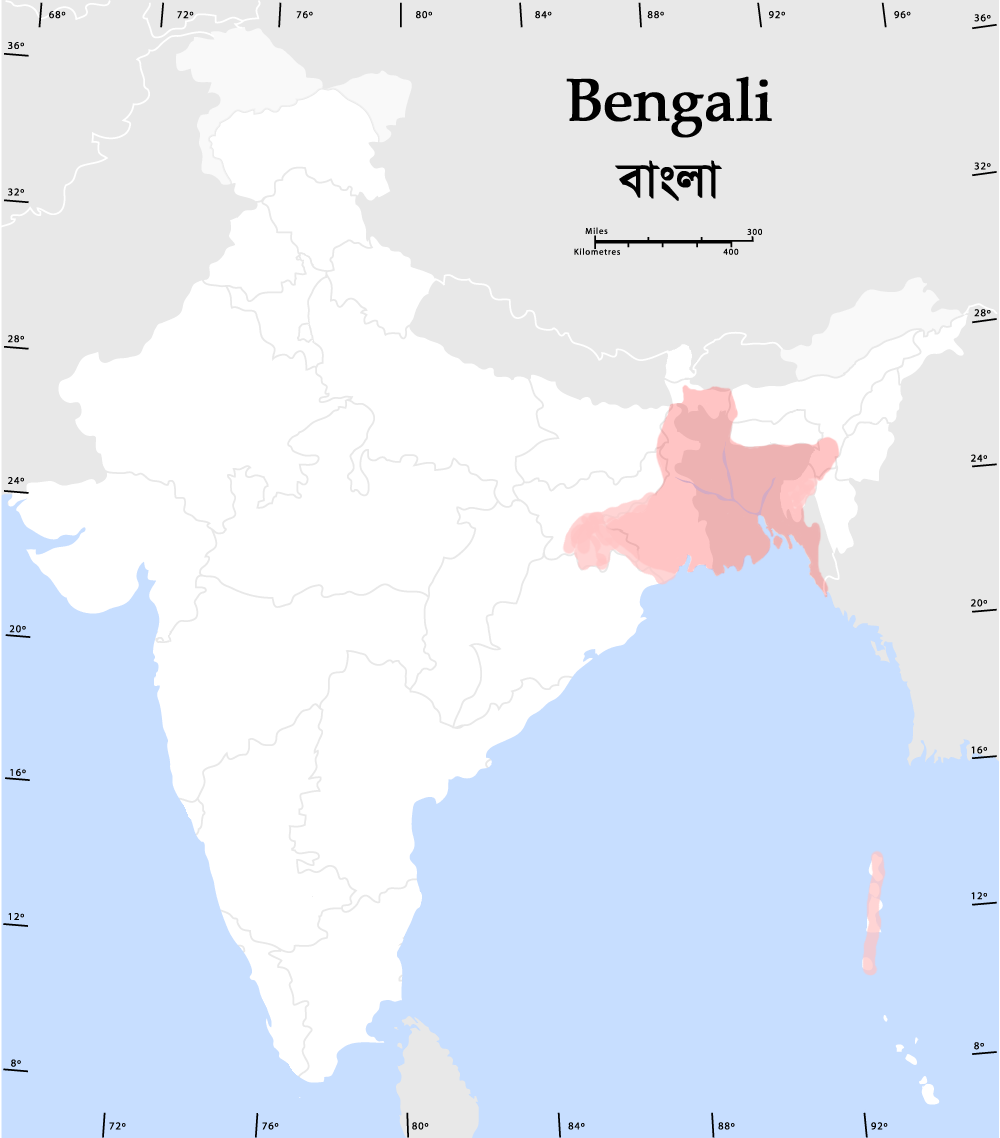
孟加拉語在印度的使用範圍

孟加拉語（বাংলা）是孟加拉地區的母語，包括獨立國家孟加拉國、印度西孟加拉邦、特里普拉邦和阿薩姆邦的巴拉克山谷地區。孟加拉語還是全球第六位最多人使用的語言，擁有使用人口2億6520萬人。1947年印巴分治以後，大批的孟加拉難民遷入印度的特里普拉邦、安達曼-尼科巴群島和賈坎德邦。在古吉拉特邦和马哈拉施特拉邦還有大量從事珠寶行業的孟加拉人定居。孟加拉語由摩揭陀語發展以來，並且從巴利語、摩揭陀語、梵語、阿拉伯語、波斯語等語言借入大量藉詞，其中前兩者爲最主要詞源。
孟加拉語創造了輝煌且豐富的文化，擁有印度-雅利安語支最古老的文學之一， Chargapada（佛教讚美詩）。爲了紀念1952年的孟加拉語言運動，聯合國於1999年將2月21日設爲國際母語日。

### 馬拉地語

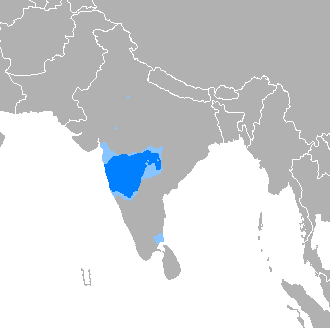
馬拉地語在印度的使用範圍

馬拉地語（मराठी ）是马哈拉施特拉邦以及達德拉-納加爾哈維利和達曼-第烏的官方語言。在果阿邦，雖然孔卡尼語爲唯一官方語言，但法律同時亦規定馬拉地語可以用於任何官方用途。該語是印度憲法附表八認定的法定保護語言之一。該語擁有全印度第三，全球第10的母語使用人口。該語同樣擁有輝煌且古老的文學——爲紀念馬拉地重要詩人  Kusumagraj，马哈拉施特拉邦和果阿邦將其生辰2月27日設爲馬拉地語日。馬拉地語屬於印度-雅利安語支，擁有該語支最古老的文學之一，由馬哈拉施特拉俗語發展而來，其最早的石刻記錄可以追溯至公元八世紀，而早期文學則可追溯至公元1100年。

### 泰盧固語

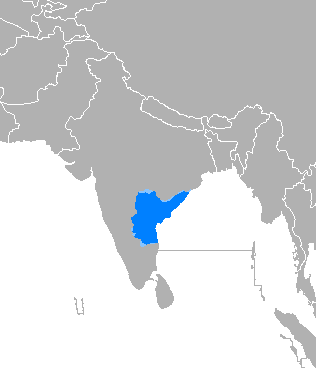
泰盧固語在印度的使用範圍

泰盧固語（తెలుగు）是全印度乃至全球最大的達羅毗荼語系語言，該語在安得拉邦、泰伦加纳邦和亞南擁有官方語言地位，同時在安达曼-尼科巴群岛、卡納塔克邦、恰蒂斯加爾邦、马哈拉施特拉邦、泰米尔纳德邦、古吉拉特邦和奧里薩邦有不少人使用。該語同時亦是印度六種古典語言、印度憲法附表八認定的22種法定保護語言之一，擁有8100萬使用人口，居印度第四。

### 泰米爾語

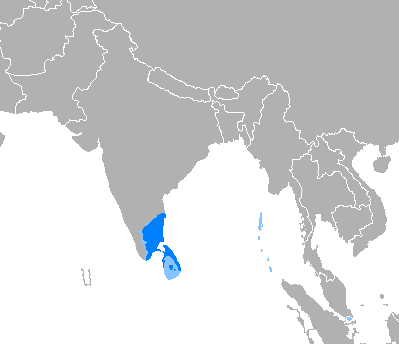
泰米爾語在世界的使用範圍

泰米爾語（தமிழ்）屬於达罗毗荼语系是安达曼-尼科巴群岛、泰米尔纳德邦、本地治理、斯里蘭卡和新加坡的官方語言（之一 ），同時卡納塔克邦、喀拉拉邦、安德拉邦亦有不少人使用，是印度六種古典語言、印度憲法附表八認定的22種法定保護語言之一，亦是新加坡、斯里蘭卡及東盟的官方語言之一，是馬來西亞、毛里求斯、南非的法定少數族裔語言，擁有近7000萬使用人口，爲全印度第五，全球第20大。
泰米爾語是一門十分古老，且流傳至今依然有人使用的古典語言，被譽爲是“印度唯一擁有着可考證連貫歷史的古典語言”，其文學歷史延續超過2000年。印度考古研究所所發現的大概55000件出土銘文中，有55%來自泰米爾語。泰米爾語文獻甚至遠傳至斯里蘭卡、泰國和埃及。
聯合國世界記憶計畫於1997年及2005年認定的兩份“印度最古老文獻”，都是用泰米爾語寫成。

### 烏爾都語
印巴分治之後，烏爾都語（اُردُو）成爲巴基斯坦的官方語言，該語實質上是波斯化的印度斯坦語。烏爾都語是印度憲法附表八認定的法定保護語言之一，在印度擁有5000萬使用人口，並且在一些擁有大量穆斯林人口的邦屬享有官方語言地位，例如查謨和克什米爾邦、德里、比哈爾邦、北方邦、賈坎德邦、西孟加拉邦、泰倫加納邦。烏爾都語在全球共擁有1億1060萬使用人口。

### 古吉拉特语

古吉拉特語在印度的使用範圍

古吉拉特語（ગુજરાતી）是印度憲法附表八認定的22種法定保護語言之一，擁有6070萬使用人口，在古加拉特邦及達德拉-納加爾哈維利和達曼-第烏是官方語言，在孟買及巴基斯坦（主要在卡拉奇）亦有不少人使用。
該語屬於印度-雅利安語支，至今已有700多年歷史。古吉拉特語是傳播非常廣泛的印度語言，是美國和加拿大是使用人數增長最快的印度語言之一；在英國，古吉拉特語是第二大印度語言；在非洲、香港、東南亞、中東、澳洲都有使用者分佈。

### 卡纳达语

卡納達語在印度的使用範圍

卡納達語（ಕನ್ನಡ）是印度憲法附表八認定的22種法定保護語言之一，擁有4370萬使用人口，在卡纳塔克邦是官方語言。該語擁有全印度第二古老的書寫傳統，最早的書面記錄可以追溯至公元500年。據不同學者的研究，卡納達語銘文高度發達，其數量多達25000至30000件，使卡纳塔克邦成爲“全球有形銘文遺產最密集的地方之一”。
卡納達語擁有超過1000年的文學歷史，是印度官方認定的古典語言之一。卡納達語文學曾8次榮獲印度最佳成就獎——吉南皮斯奖，是达罗毗荼语系各語中最多，及全印度第二多。

### 马拉雅拉姆语

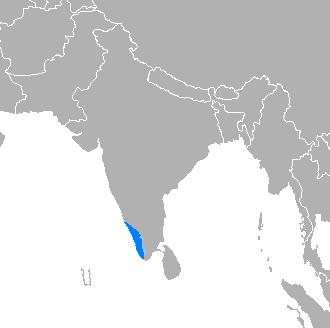
馬拉雅拉姆語在印度的使用範圍

馬拉雅拉姆語（മലയാളം）屬达罗毗荼语系，是喀拉拉邦、拉克沙群岛和本地治里的官方語言，同時在鄰邦卡納塔克邦、泰米尔纳德邦及波斯灣阿拉伯國家中亦有分佈，總共擁有3400萬使用人口。
馬拉雅拉姆語是印度22種法定保護語言、六種古典語言之一。該語與泰米爾語關係密切，並認爲於公元七世紀左右從中古泰米爾語中分離。

### 奧里亞語

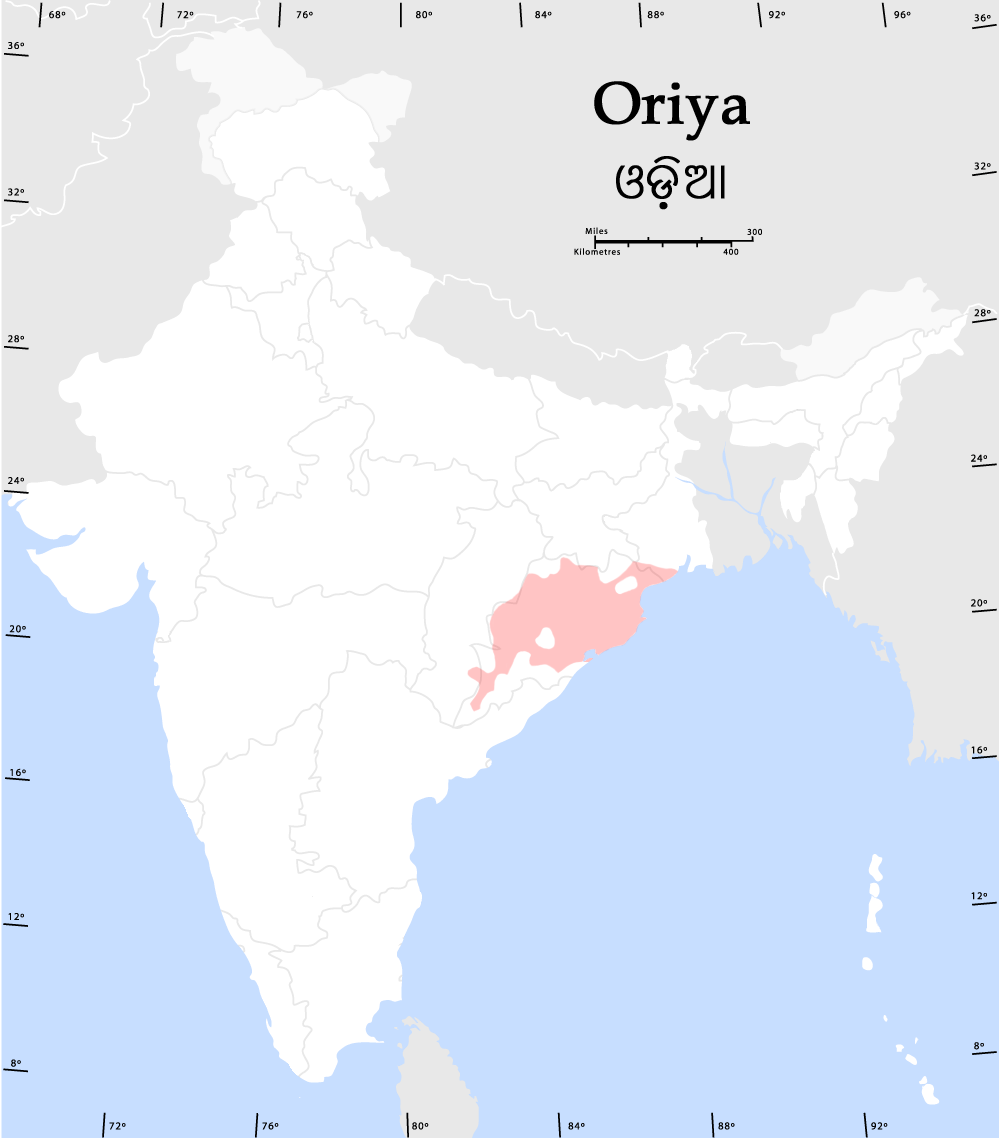
亞里奧語在印度的使用範圍

奧里亞語屬印度-雅利安語支，是奥里萨邦的官方語言，同時在西孟加拉邦及贾坎德邦亦是法定少數族裔語言，共有使用人口3900萬。
該語是印度22種法定保護語言之一，同時亦是印度-雅里安語支中唯一獲古典語言殊榮的語言。最早的奧里亞語書面材料可追溯至公元10世紀。

### 旁遮普語

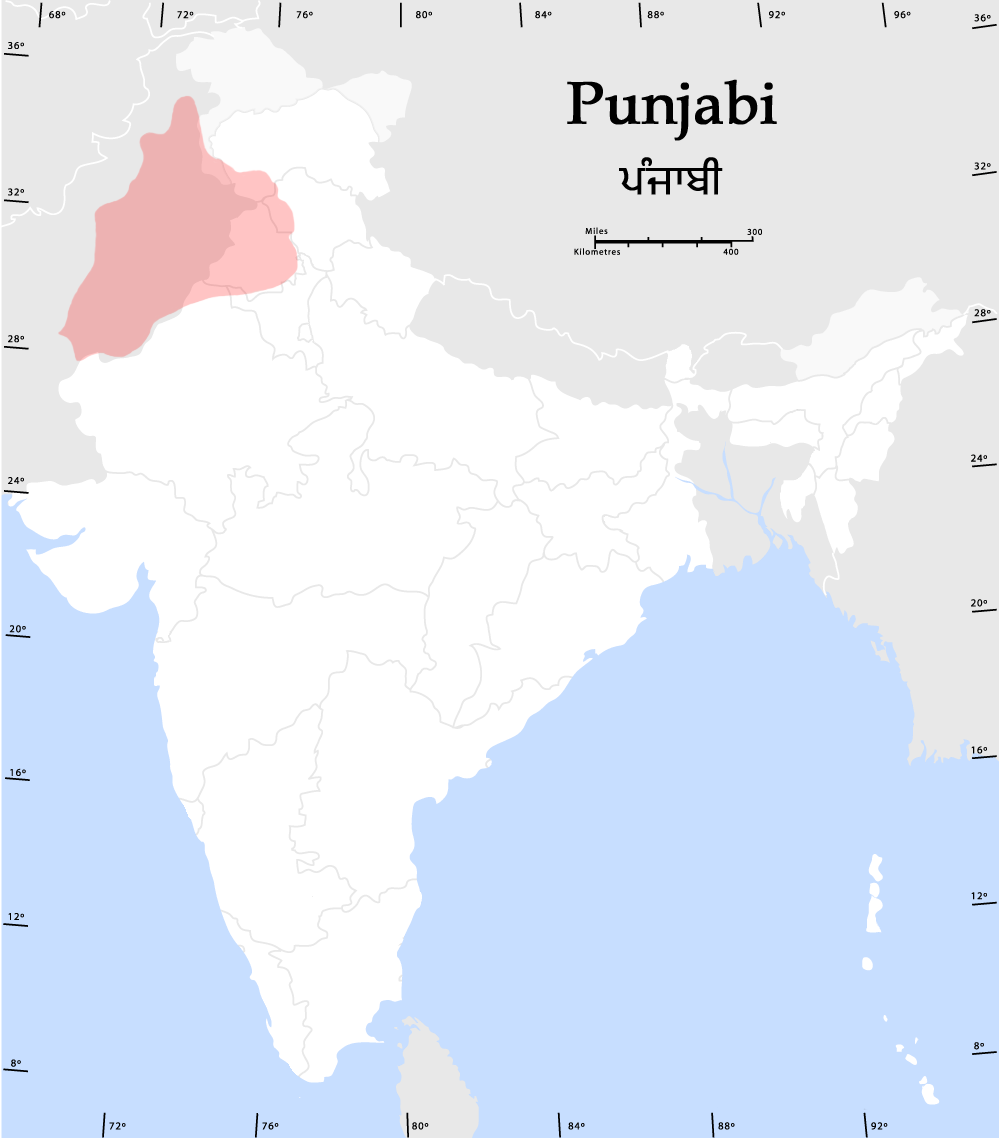
旁遮普語在印度和巴基斯坦的使用範圍

旁遮普語（印度：ਪੰਜਾਬੀ，巴基斯坦：پن٘جابی）屬印度-雅利安語支，是印度22種法定保護語言之一，同時亦是旁遮普邦、哈里亞納邦、德里、西孟加拉邦的官方語言（之一），擁有近8300萬使用人口。該語同時亦是巴基斯坦最多人使用的語言（44%的人口），及南亞次大陸母語人數第三多的語言。在英國，旁遮普語是英語及波蘭語之後的第三大語言，同時亦是加拿大第五大語言（在英語、法語、漢語官話、粵語之後）。

### 邁蒂利語
邁蒂利語（मैथिली ）屬印度-雅利安語支，是賈坎德邦的官方語言，亦是印度22法定保護語言之一，擁有近3400萬使用人口。該語同時廣泛流通於德賴平原東部，是尼泊爾第二大語言。

### 阿薩姆語
阿薩姆語（অসমীয়া）屬印度-雅利安語支，是阿薩姆邦的官方語言，亦是印度22法定保護語言之一，擁有1500萬使用人口。

## 语言问题
语言问题在印度造成多次争取语言权利的冲突，最早起源于泰米尔纳德邦，反对将印地语做为唯一官方语言，这次运动导致达罗毗荼进步联盟占领了几乎整个邦议会席位， 也有其他几个邦开始效法，挑战中央政府权威，现在马哈拉施特拉邦和卡纳塔克邦政府已经宣布在义务教育阶段使用本邦官方语言。
印度政府正在试图采取各种措施以缓和语言冲突问题。

## 书写文字
多數印度語言使用婆羅米系文字，烏爾都語等則使用源自阿拉伯字母的烏爾都字母，而其他語言，例如桑塔利語則擁有獨立的文字系統。
很多印度語言擁有自己的文字系統。印地語、馬拉地語、迈蒂利语及昂加语使用天城體，其他文字系統包括孟加拉文、古吉拉特文、奧里亞文、泰盧固文、卡納達文、馬拉雅拉姆文、泰米爾文、古木基文等。除了烏爾都語外，喀什米爾語和信德語有時亦會使用烏爾都字母。